# Lutéoforol
Le lutéoforol est un composé organique de la famille des flavan-4-ols, une sous-classe de flavonoïdes.
Le lutéoforol est produit par l'action de la prohexadione-calcium dans les piridions.